# Trans-Asian Railway
Il Trans-Asian Railway (TAR) è un progetto finalizzato alla creazione di una rete ferroviaria integrata per l'Europa e l'Asia promosso dalla Commissione economica e sociale per l'Asia e il Pacifico delle Nazioni Unite (UNESCAP).

## Descrizione
Il progetto ha preso l'avvio negli anni sessanta del secolo scorso con l'obiettivo di fornire una linea ferroviaria di 14000km in grado di collegare Singapore con Istanbul eventualmente collegabile con altre linee ferroviarie provenienti dall'Europa e dall'Africa. A quell'epoca i collegamenti aerei e marittimi non erano sviluppati come ora, così il progetto una volta realizzato sarebbe stato in grado di ridurre notevolmente i tempi ed i costi di percorrenza tra Europa ed Asia. Nel corso degli anni la sua realizzazione ha trovato molti ostacoli sia politici che economici e forse solo la fine della Guerra Fredda, con la normalizzazione dei rapporti internazionali, consentirà in un prossimo futuro la sua conclusione.
Il progetto è stato stilato nell'ottica di facilitare le comunicazioni commerciali tra i due continenti, con la speranza di aprire una nuova via anche alle economie di nazioni asiatiche solitamente "chiuse" come Laos, Afghanistan, Mongolia e le altre nazioni dell'Asia centrale.
Una buona parte dei percorsi ferroviari è già esistente ma sono molti i problemi tecnici ancora da superare, innanzitutto quello dello scartamento: quattro diversi scartamenti vengono oggi utilizzati, quello da 1.435 mm utilizzato nella maggior parte dell'Europa, in Turchia, in Iran, in Cina e in Corea. Finlandia, Russia e le altre repubbliche formatesi dallo smembramento della ex Unione Sovietica utilizzano lo standard da 1.520 mm, la buona parte delle ferrovie di India, Pakistan, Bangladesh e Sri Lanka utilizzano uno scartamento ancora più largo da 1.676 mm mentre alcune altre nazioni del sud est asiatico utilizzano addirittura lo scartamento ridotto.
Nelle intenzioni dei progettisti non vi è però l'obbiettivo di cambiare le linee già esistenti, bensì quello di progettare linee a doppio scartamento, scartamento standard (1435 mm + scartamento stretto o largo, dipende dal paese, questo perché è più economico comprare carri e locomotive di seconda mano, senza ritardare le operazioni di trasporto.
Nel 2001 sono stati individuati quattro corridoi nell'ambito del progetto:
- Il Corridoio settentrionale per collegare l'Europa all'Oceano Pacifico, via Germania, Polonia, Bielorussia, Russia, Kazakistan, Mongolia, Cina e le due Coree, con cambi di scartamento ai confini tra Polonia e Bielorussia, a quelli tra Kazakistan e Cina ed infine a quello tra la Cina e la Mongolia. I 9.200 km della Ferrovia Transiberiana coprono gran parte di questo itinerario previsto e attualmente una grande quantità di merce raggiunge Mosca (e da lì il resto dell'Europa) dall'est asiatico con questo mezzo. Vi è anche da notare che a causa dei problemi politici tra Corea del Sud e Corea del Nord, le merci sudcoreane sono obbligate ad effettuare la prima parte del tragitto a bordo di navi sino al porto di Vladivostok dove vengono messe a bordo dei carri ferroviari.
- Il Corridoio meridionale va dall'Europa al sud est asiatico collegando Turchia, Iran, Pakistan, India, Bangladesh, Myanmar, e Thailandia, con collegamento ulteriore verso la regione dello Yunnan in Cina e verso Singapore. Di questo percorso sono mancanti dei tratti di linea nell'est dell'Iran, tra India e Myanmar, tra Myanmar e Thailandia, tra Thailandia e Cambogia, tra Cambogia e Vietnam e tra Thailandia e Yunnan. Doppio scartamento senza relative problematiche al confine Iran-Pakistan (da 1435 mm + 1676 mm), a quello tra India e Myanmar (da 1676 mm a 1000 mm) e a quello tra Thailandia e Cina (1000 mm + 1435 mm).
- Una Rete per l'Asia del sud-est
- Il Corridoio Nord-Sud unisce il Nord Europa con il Golfo Persico. L'itinerario principale prende corpo a Helsinki in Finlandia e continua, attraversando la Russia fino al Mar Caspio, da qui si biforca in più itinerari: a occidente attraverso Azerbaigian, Armenia, e Iran; centralmente raggiungendo l'Iran con un servizio di traghetto attraverso il Mar Caspio e a oriente attraversando Kazakistan, Uzbekistan e Turkmenistan sempre verso l'Iran. Tutti gli itinerari convergono verso la capitale iraniana di Teheran continuando da lì fino al porto di Bandar Abbas.